# Presidència de Lula (2023–2027)
La Presidència de Luiz Inácio Lula da Silva és el període de la història brasilera que s'iniciarà amb la possessió de Luiz Inácio Lula da Silva (candidat del Partit dels Treballadors) en el càrrec de president del Brasil, l'1 de gener de 2023, després d'haver derrotat el candidat Jair Bolsonaro en les eleccions de 2022.

## Antecedents
Luiz Inácio Lula da Silva, va ser derrotat en tres ocasions en el seu intent d'esdevenir president de la República, abans d'imposar-se en el quart intent, en les eleccions del 2002. L'any 2005 va patir un fort cop, quan diversos membres del seu partit van ser acusats de corrupció per l'escàndol de les mensualitats. Tot i així, va ser reelegit quatre anys després, però va renunciar a presentar-se a un tercer mandat, cedint el timó del PT a Dilma Rousseff.
Posteriorment va ser acusat de corrupció i blanqueig pel cas Lava-jato, i fou sentenciat a 12 anys de presó. Pres entre abril de 2018 i novembre de 2019, va ser posat en llibertat i finalment exonerat dels càrrecs el 2021.
Després del procés de destitució de Dilma Rousseff i la seva substitució per Michel Temer, el país va fer un gir reaccionari a la dreta, i va ser comandat per Jair Bolsonaro en la legislatura de 2019 a 2022.

## Campanya, eleccions i presa de possessió
Des que Luiz Inácio Lula da Silva va comunicar la seva intenció de presentar-se a la presidència del país, va anar informant quin seria el seu pla de govern: la reconstrucció del país davant de la crisi econòmica; compromís amb la democràcia, sobirania i pau; amb el desenvolupament econòmic i estabilitat; amb el combat a la pobresa; amb l'educació; amb la implantació d'un Sistema Nacional de Cultura i l'ampliació dels programes d'habitatge Minha casa, minha vida.
Luiz Inácio Lula da Silva i Geraldo Alckmin juraran com a 39è president del Brasil i 26è vicepresident del Brasil, respectivament, l'1 de gener de 2023. Ho faran després de guanyar la votació del primer torn de les eleccions presidencials de 2022 i d'imposar-se al candidat a la reelecció, Jair Bolsonaro. Lula va ser el primer president en el Brasil elegit per a un tercer mandat (ja havia exercit en els periodos 2003-2006 i 2007-2010) i el primer que repeteix de manera no consecutiva, des de Getúlio Vargas.
Respecte de les polítiques indígenes, el nou govern presenta una novetat: la creació d'un Ministério dos Povos Indígenas (Ministeri dels Pobles Indígenes), liderat per Sônia Guajajara, activista pel feminisme i ambientalista.

## Politiques
L'administració de Lula va planificar diverses decisions per revertir les preses per l'administració de Jair Bolsonaro, incloses com la retirada de la Declaració del Consens de Ginebra, reincorporar-se a la Unió de Nacions Sud-americanes i a la Comunitat d'Estats Llatinoamericans i Caribenys (CELAC), restablir el reconeixement de Nicolás Maduro com a president de Veneçuela i reobrir l'ambaixada del Brasil a Caracas, restablir els objectius de reducció de les emissions de gasos d'efecte hivernacle segons l'Acord de París, restaurar el seguiment contra la desforestació de la selva amazònica i la mineria il·legal, rellançar el programa d'acceleració del creixement i relançar el programa Minha Casa, Minha Vida.
En resposta a l'Assalt als Tres Poders del Brasil de 2023 per partidaris de l'expresident Bolsonaro, Lula va anunciar que havia signat un decret que declarava l'estat d'excepció al Districte Federal fins a finals de gener.